# Charles De Coster
Pour les articles homonymes, voir De Coster.
Œuvres principales
- La Légende et les aventures héroïques, joyeuses et glorieuses d’Ulenspiegel et de Lamme Goedzak au Pays de Flandres et ailleurs (Roman, 1867).

Charles De Coster (27 août 1827, Munich - 7 mai 1879, Ixelles) est un écrivain belge francophone.

## Biographie
Né à Munich d'un père flamand et d'une mère wallonne, Charles De Coster étudie à l'université libre de Bruxelles où, formé à l'esprit du libre examen, il acquiert des convictions démocrates et anti-cléricales. Franc-maçon, il est membre de la loge Les Vrais Amis de l'union et du progrès réunis.
Le 16 septembre 1847, alors qu'il est âgé d'à peine vingt ans, De Coster participe avec des amis à la fondation de la société littéraire Les Joyeux.
D'abord journaliste, il est ensuite employé aux Archives générales du Royaume et occupe notamment de 1860 à 1864 le poste d'employé au secrétariat de la Commission royale pour la publication des anciennes lois et ordonnances. Il en tire une large connaissance des procès de sorcellerie, mise à profit dans certaines de ses œuvres romanesques (et également à disposition d'Auguste Blanqui qui, par l'intermédiaire de son lieutenant, le docteur Louis Watteau, lui demande vers 1864 des notes relatives aux diverses manifestations du fanatisme religieux dans l'histoire).
En 1870, il devient répétiteur à l'École royale militaire, poste pour lequel il avait déjà postulé une douzaine d'années auparavant.
En 1878, il demande à Xavier Mellery de réaliser des illustrations de l'île de Marken pour le magazine Tour du Monde.

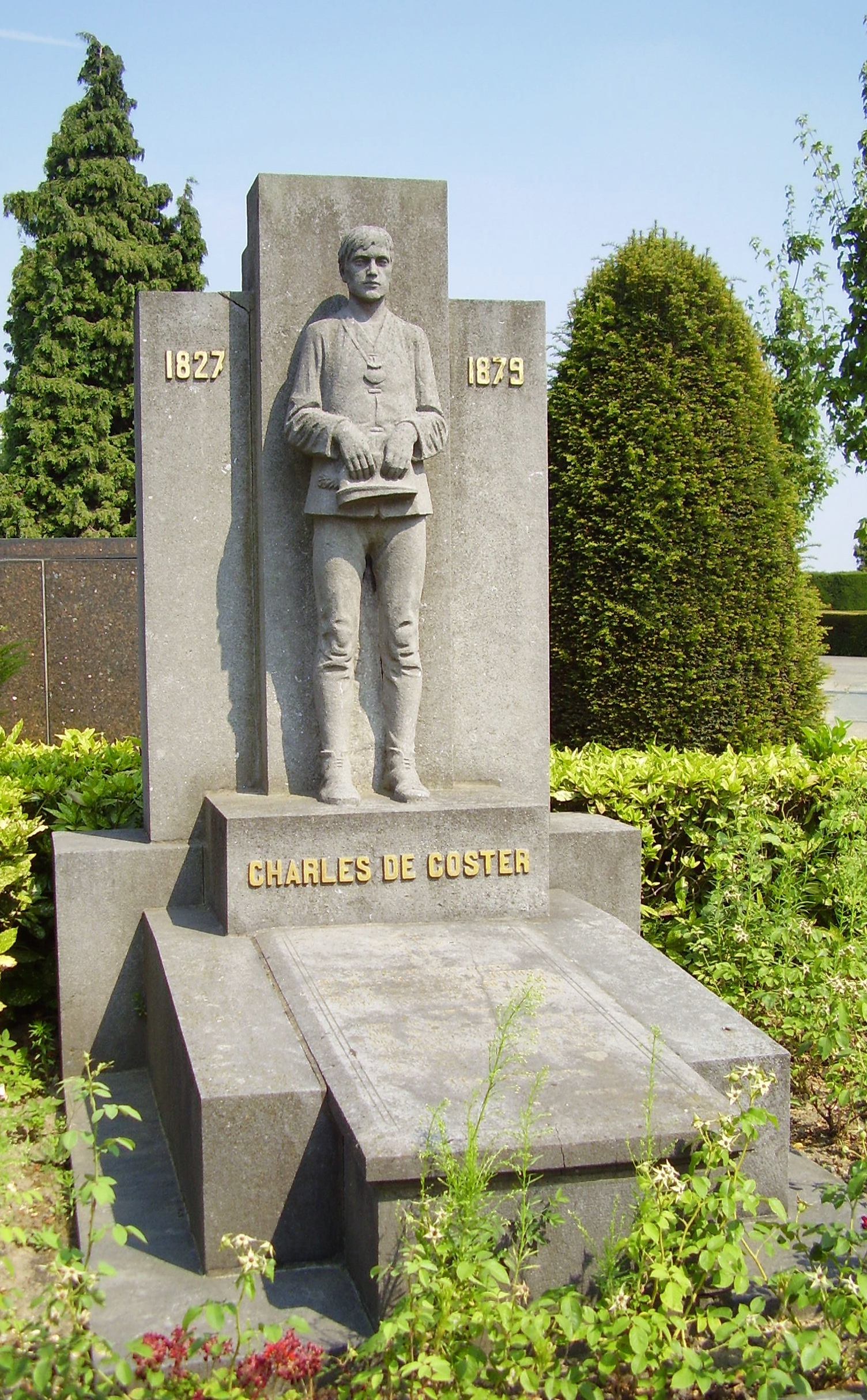
Tombe de Charles de Coster au cimetière d'Ixelles (Bruxelles).
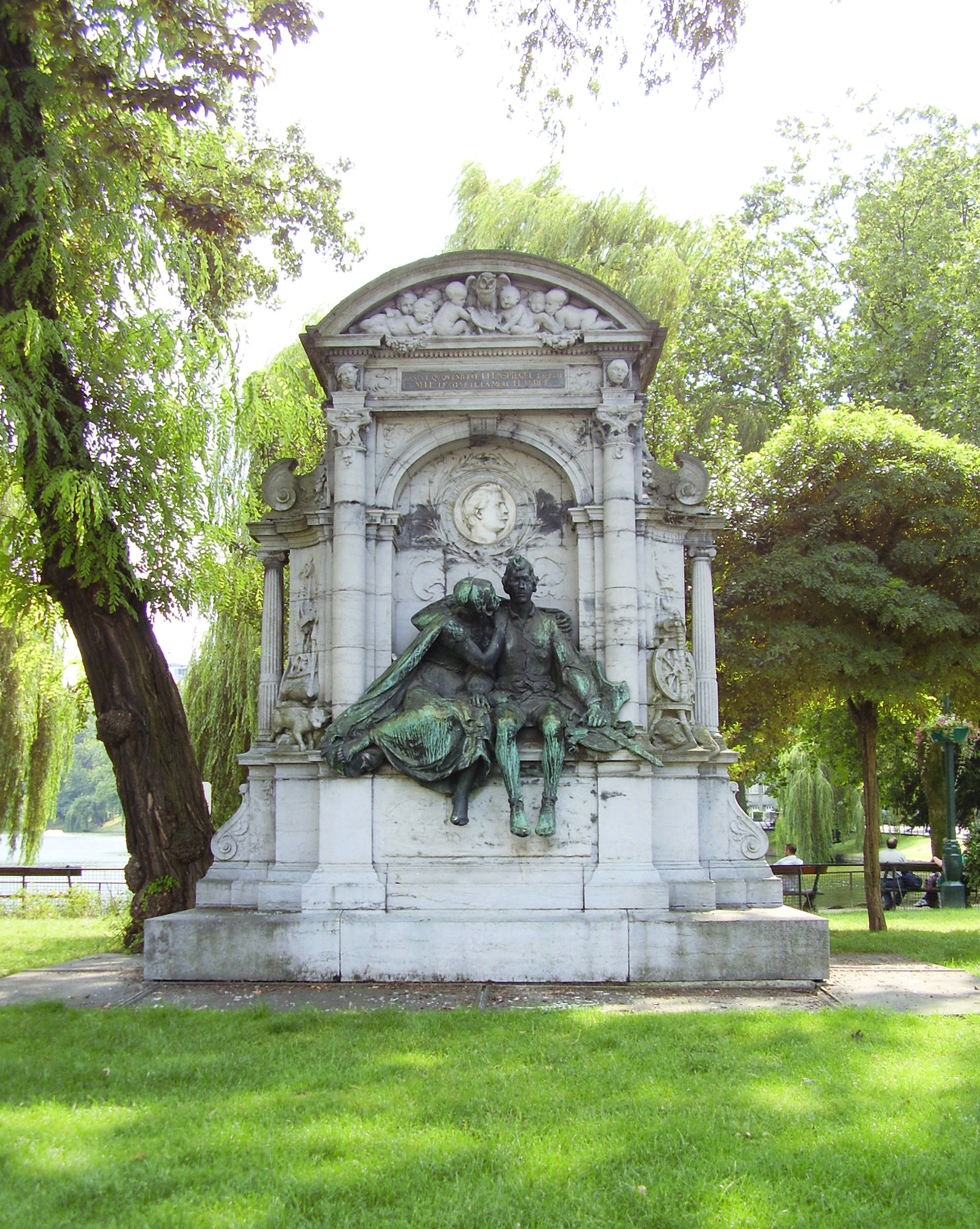
Monument à Charles De Coster, aux étangs d'Ixelles, par le sculpteur Charles Samuel, et l'architecte Franz De Vestel, 1894.

Charles De Coster est inhumé au cimetière d'Ixelles, à Bruxelles.

### Famille
Entre 1857 et 1864, De Coster doit, côté privé, défendre l'honneur de sa famille contre les entreprises d'André Van Sprang, officier militaire et escroc au mariage ayant pris pour cible sa sœur Caroline, de quatre ans sa cadette. L'affaire faillit se régler par un duel (De Coster avait, pour lui servir de témoins, fait appel au peintre danois Poul Hagelstein (de) et au journaliste de L'Indépendance Camille Berru — par la suite remplacé par le peintre Edmond De Schampheleer, ami de De Coster qui contribuera, quelques années plus tard à l'illustration de son Ulenspiegel), qui fut cependant annulé à la suite d'un désaccord sur le choix des armes (les témoins de Van Sprang proposaient le sabre d'infanterie tandis que la préférence de De Coster allait au pistolet, arme convenant davantage à sa condition de bourgeois et de civil) et à l'espoir d'un dénouement à l'amiable.
Une commission militaire se saisit finalement de l'affaire : son verdict étant favorable aux De Coster, le capitaine Van Sprang est écarté de l'armée.

## Postérité
Les Légendes flamandes, publiées dans la revue Uylenspiegel à laquelle il collabore, connaissent un certain succès mais le reste de son œuvre a dû attendre la génération de La Jeune Belgique, celle de Camille Lemonnier, de Georges Eekhoud par exemple, pour être reconnu.
Le chef-d'œuvre de De Coster, La Légende et les Aventures héroïques, joyeuses et glorieuses d'Ulenspiegel et de Lamme Goedzak au pays de Flandres et ailleurs, déplut aux milieux conformistes belges. Connu dans le monde entier, traduit dans toutes les langues européennes, il est pendant longtemps ignoré dans son propre pays mais connaîtra un succès universel.
La Légende d'Ulenspiegel incarne le cœur et l'esprit de la Flandre dont elle évoque le folklore, le climat et les traditions. Elle mêle l'histoire et le mythe, l'aventure d'une famille à celle d'un peuple. De Coster, écrivain francophone, reconstitue une époque en poète visionnaire et crée une langue nouvelle dans la grande tradition rabelaisienne. Till Ulenspiegel, avec son compagnon Lamme Goedzak, est surtout le défenseur de la liberté, celui qui a lutté contre l'oppression de Philippe II d'Espagne et du duc d'Albe, le héros qui s'est dressé contre toutes les formes d'oppression.
Abel Lefranc (1863-1952), du Collège de France, demandait « que la France, en particulier, songeât qu'Ulenspiegel honore sa langue » et qu'elle se décidât enfin à l'installer « fraternellement dans son Panthéon littéraire ».

### Adaptations cinématographiques
- Les Aventures de Till l'Espiègle (Die Abenteuer des Till Ulenspiegel), film est-germano-français de Gérard Philipe et Joris Ivens sorti en 1956 ;
- La Légende de Till l'Espiègle (Легенда о Тиле), film soviétique de Vladimir Naoumov et Alexandre Alov sorti en 1977.

## Œuvres

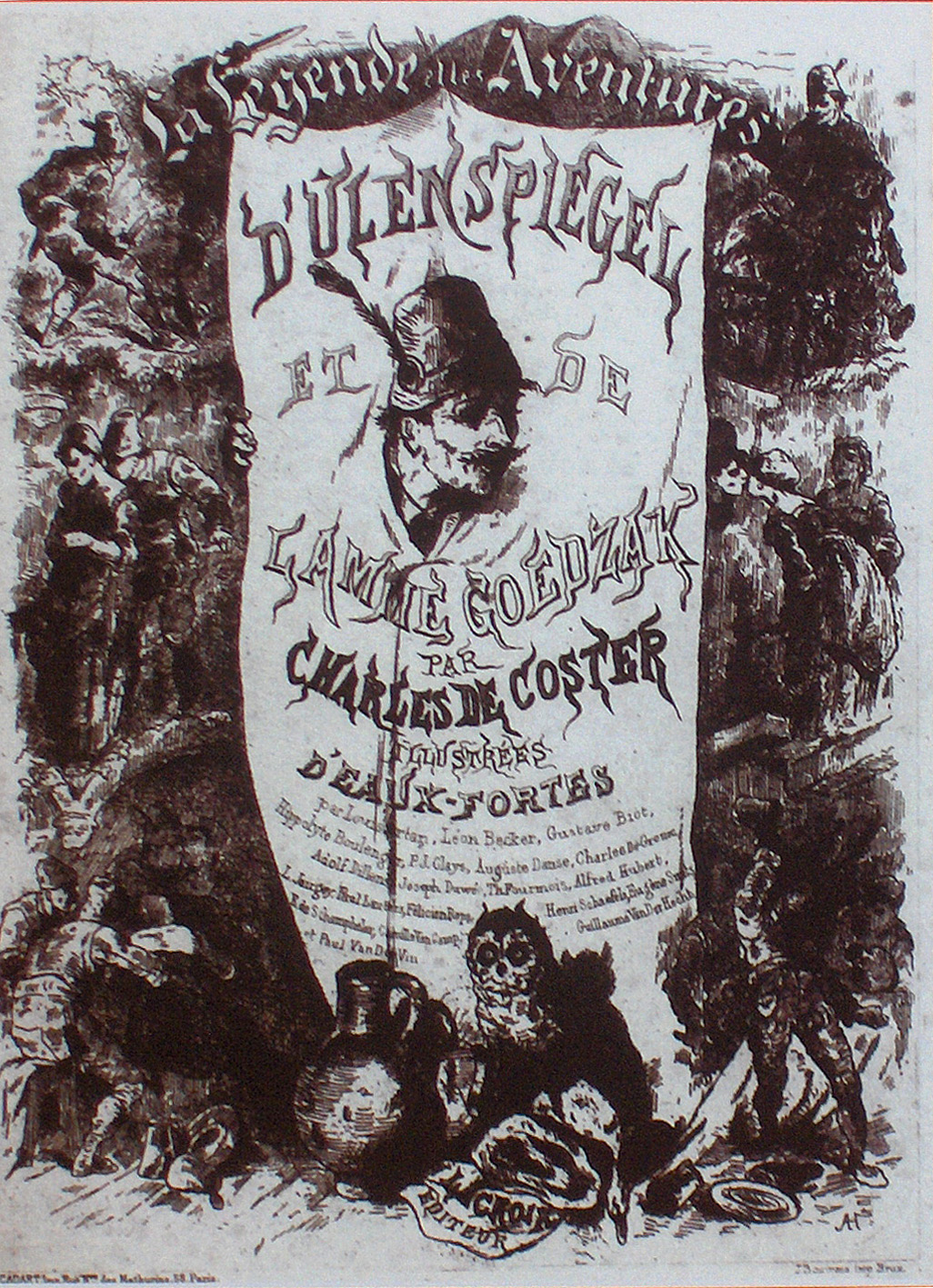
Frontispice de La Légende et les Aventures héroïques, joyeuses et glorieuses d’Ulenspiegel et de Lamme Goedzak au Pays de Flandres et ailleurs par le dessinateur belge Hippolyte Boulenger (1837-1874).

- Légendes flamandes, précédées d’une préface par Émile Deschanel, coll. « Hetzel », Paris, Michel Lévy frères, Bruxelles, Méline, Cans et comp., (1858). Deuxième édition : Bruxelles, Ve Parent et fils, Paris, Michel Lévy frères, Leipzig, Ch. Mucquardt, (1861).
  - Édition moderne : édition critique établie et présentée par Joseph Hanse, Bruxelles, Labor, coll. « Archives du futur », 1990 (réédité 2017 dans la coll. « Espace Nord », Bruxelles, Les Impressions nouvelles, avec une postface de Jean-Marie Klinkenberg).
- Contes brabançons (1861). Édition moderne :  Contes Brabançons suivi de Le voyage de noce, édition présentée par Raymond Trousson, Bruxelles, Labor, coll. « Archives du futur », (1997).
- La Légende et les Aventures héroïques, joyeuses et glorieuses d’Ulenspiegel et de Lamme Goedzak au Pays de Flandres et ailleurs (1867). Éditions modernes : édition définitive établie et présentée par Joseph Hanse, Bruxelles, La Renaissance du Livre, 1959 ; deuxième édition, revue, avec de nouvelles notes et variantes, Bruxelles, La Renaissance du Livre, 1966 ; version de poche de cette édition : Bruxelles, collection « Espace Nord », 1983 et 1984 (réunis en un seul volume en 1996, avec une lecture de Jean-Marie Klinkenberg) ; nouvelle édition définitive établie et présentée par Jean-Marie Klinkenberg, Bruxelles, collection « Espace Nord », 2017.
  - Nombreuses rééditions : texte établi, commenté et préfacé par Hubert Juin, illustrations de Frans Masereel, volume présenté par Alexandre Chem, Club des amis du livre progressiste, 1962 ; Éditions de la Différence, coll. « Minos » (préface de Patrick Roegiers), 2003.
  - Nombreuses adaptations : Tyl Ulenspiegel, avec des illustrations de Nicolas Eekman, 1946 ; Till Eulenspiegel, adapté par Jean Sadyn d'après Charles De Coster, Steenvoorde : Houtland éd., 1998, 78-9 p.
- Le Voyage de noce (publié en 1870, daté 1872).
- Lettres à Élisa, texte établi, présenté et annoté par Raymond Trousson, Bruxelles, Labor, coll. « Archives du futur », 1994.